# ویکی‌پدیای هلندی
ویکی‌پدیای هلندی (به هلندی: Nederlandstalige Wikipedia) نسخهٔ هلندی دانشنامه آزاد ویکی‌پدیا نسخهٔ هلندی وبگاه ویکی‌پدیا است و در ۱۹ ژوئن ۲۰۰۱ ایجاد شده‌است و در ۱۴ اکتبر ۲۰۰۵ به ۱۰۰٬۰۰۰ مقاله رسید.
ویکی‌پدیای هلندی:
- ۲۳ مهٔ ۲۰۱۱ با بیش از ۶۸۷٬۰۰۰ مقاله در رتبهٔ نهم ویکی‌پدیاها قرار داشت.
- ۸ ژانویهٔ ۲۰۱۲، با بیش از ۱ میلیون و ۱۱هزار مقاله، در ردهٔ چهارم قرار داشت.
- ۳۰ ژوئیهٔ ۲۰۱۴ (۸ مرداد ۱۳۹۳) با ۱٬۷۸۴٬۶۷۷ مقاله از ویکی‌پدیای سوئدی بازماند و در رتبهٔ سوم ویکی‌ها قرار گرفت.[۱]
- ۱ مه ۲۰۲۰م، با بیش از ۲ میلیون مقاله، ششمین ویکی‌پدیا از نظر تعداد مقالات پس از انگلیسی، سینوگبانونی، سوئدی، آلمانی و فرانسوی بود.

ویکی‌پدیای هلندی، هم‌اکنون ۲۴ مارس ۲۰۲۵ میلادی، تعداد ۱٬۳۹۵٬۷۸۶ کاربرِ ثبت‌نام‌کرده، ۲۹ مدیر، و ۲٬۱۸۲٬۶۷۳ مقاله دارد.